# The Flaming Crisis
The Flaming Crisis er en amerikansk stumfilm fra 1924 af William H. Grimes.

## Medvirkende
- Calvin Nicholson
- Dorothy Dunbar som Tex Miller
- Talford White
- Henry Dixon som Mark Lethler
- Kathryn Sherman
- Marie Chester
- Arther Yeargan
- William Butler